# Lorg
Pour les articles homonymes, voir Gillain.
Laurent Gillain, dit Lorg, né le 30 avril 1956 à Draveil (Essonne) et mort le 25 novembre 2022 à Toulouse (Haute-Garonne), est un auteur de bande dessinée belge francophone. Il est le fils de Jijé (Joseph Gillain).

## Biographie
Laurent Gillain naît le 30 avril 1956 à Draveil. Il est le cadet des enfants de Joseph et Annie Gillain. Il grandit dans un environnement artistique au cœur de la France, où la famille belge Gillain s'est installée après un long séjour aux États-unis et au Mexique. Il grandit près de ses grands frères Benoît Gillain et Philippe et de ses sœurs dont Dominique qui est devenue peintre. La maison familiale de Draveil est fréquentée par de nombreux dessinateurs de légende, comme Jean-Claude Mézières, Jean Giraud ou Mouminoux, qui apprirent le métier dans l'atelier de Jijé. Il vit à Champrosay un hameau de la même ville jusqu'aux années 1980.
Il ne rêve que de musique et de peinture, son père lui apprend les rudiments du métier de dessinateur. Il réalise ainsi la mise en couleur et les lettrages de plusieurs épisodes de Tanguy et Laverdure et de Jerry Spring, séries illustrées alors par son père.
Lorsqu'en 1979 Jijé reprend à Victor Hubinon le dessin de la bande dessinée d'aventure du pirate Barbe-Rouge, une collaboration de Laurent avec son père s'installe. Laurent participe au graphisme, car Jijé dessine simultanément la série Les Aventures de Tanguy et Laverdure à l'époque, et alors déjà malade d'un cancer. Lorg, Jijé et le scénariste Jean-Michel Charlier collaborent aux épisodes du « Démon des Caraïbes » Raid sur la corne d’or et L'Île des Vaisseaux Perdus . Ces épisodes voient une prépublication dans Super As et sont publiés en albums simultanément par EDI-3 et Fleurus respectivement en 1979 et 1980. Ensuite, le duo père et fils terminent huit pages de leur troisième récit, Les Disparus du Faucon noir lorsque survient le décès de Jijé en 1980. Trop inexpérimenté pour poursuivre seul la série, l'implication de Laurent prend également fin et Barbe-Rouge est repris par Christian Gaty.
On lui doit en 1986, la nouvelle version de la couverture de l'opus Le Duel des idoles de la série Les Aventures de Jean Valhardi publié aux éditions Dupuis.
Enfin, il redessine Christophe Colomb, une histoire dessinée par Jijé débutant pour Spirou en 1942-1943. L’album, publié en 1946, est proposé dans une nouvelle version en un diptyque par les éditions Hélyode en 1992 et 1993.
Laurent Gillain poursuit sa carrière de créateur de meubles, de vitraux et de mosaïques au sein de l'atelier Eugène Sart à Montauban.
En 2010, il confiait au rédacteur en chef du site ActuaBD et futur éditeur Nicolas Anspach : « La BD a été quelque chose de douloureux pour moi. J’ai fait quelques tentatives pour entrer dans le circuit. Je n’ai que peu travaillé dans ce domaine. Je sais aujourd’hui ce que je vaux. Cela m’a fait mal à l’époque, mais je n’éprouve pas de rancœur aujourd’hui par rapport à cela. »
Il meurt le 25 novembre 2022 des suites d’un cancer osseux à Toulouse, à l'âge de 66 ans.

## Parentèle
Il est le neveu d'Henri Gillain. Il est parent au 5e degré avec Thomas Legrain.

## Publications

### Albums de bande dessinée

#### Barbe-Rouge
- 18. Raid sur la corne d'or, Fleurus, Paris, 2e trimestre 1979
Scénario : Jean-Michel Charlier - Dessin : Jijé et Lorg - Couleurs : quadrichromie -  (ISBN 2-215-00265-4)
- 19. L'Île des vaisseaux perdus, Fleurus, Paris, 2e trimestre 1980
Scénario : Jean-Michel Charlier - Dessin : Jijé et Lorg - Couleurs : Lorg -  (ISBN 2-215-00328-6)

#### Jean Valhardi
- 13. Le Duel des idoles, Dupuis, Marcinelle, 2e trimestre 1986
Scénario : Mouminoux - Dessin : Jijé - Couleurs : quadrichromie -  (ISBN 2-8001-1262-X),Couverture : Lorg.

#### Christophe Colomb
- 1. Premier voyage, Hélyode, Bruxelles, mai 1992
Scénario : Jijé - Dessin : Lorg - Couleurs : quadrichromie -  (ISBN 2873530197)
- 2. La Trahison, Hélyode, Bruxelles, août 1993
Scénario : Jijé - Dessin : Lorg - Couleurs : quadrichromie -  (ISBN 2-87353-036-7)

## Postérité
Jijé a réalisé une peinture le représentant jeune vêtu d'un pull-over bleu marine col en V ouvert sur une chemise blanche et d'un pantalon en jeans.
Didier Pasamonik écrit à l'annonce de son décès : « Il était, comme son père, doué pour le dessin et la peinture [...] »